# Criterium d’Abruzzo
Das Criterium d’Abruzzo ist ein italienisches Straßenradrennen.
Ein Rennen unter diesem Namen wurde erstmals 1993 ausgetragen und vom Italiener Gianluca Bortolami gewonnen. Das Eintagesrennen stellt den Nachfolger eines seit 1988 als GP d’Europa und GP Cepagatti ausgetragenen Mannschaftszeitfahrens mit Einzelwertung dar.
Seit der Einführung der UCI Europe Tour 2005 wurde das Rennen nicht mehr ausgetragen.

## Siegerliste
GP d’Europa/GP Cepagatti
- 1988  Maurizio Fondriest
- 1989  Maurizio Fondriest (2)
- 1990  Gianluca Pierobon
- 1991  Fabio Baldato
- 1992  Franco Chioccioli

Criterium d’Abruzzo
- 1993  Gianluca Bortolami
- 1994  Michele Bartoli
- 1995  Alberto Elli
- 1996  Stefano Colage
- 1997  Daniele Nardello
- 1998  Francesco Casagrande
- 1999  Pascal Richard
- 2000  Massimo Apollonio
- 2001  Milan Kadlec
- 2002  Salvatore Commesso
- 2003  Matteo Carrara
- 2004  Enrico Degano